# MIA.
MIA. es una agrupación musical de pop/rock alemana, en activo desde 1997.

## Historia
El grupo se formó a partir de que Mieze Katz y Andreas Ross (Andy Penn) conocieran a Robert Schütze y Ingo Puls. A la formación se le sumaría Hannes Schulze un año más tarde. En 1999 firmaron un acuerdo para la producción de sus álbumes con el sello R.O.T. y cambiaron su anterior nombre, Me in Affairs, por la abreviación "MIA."
En 1999 firmaron con el sello BMG para la distribución de su primer sencillo, pero debido a desacuerdos con la casa discográfica rompieron el acuerdo. Tras la marcha del batería Hannes Schulze, que fue sustituido por Gunnar Spies, firmaron un acuerdo de distribución con Sony Music del que sería su álbum de debut, "Hieb & StichFEST", publicado en 2002.
En 2004 la banda publica el segundo álbum llamado "Stille Post" del que sacan 3 singles e incluyen el polémico "Was es ist?". El más exitoso de ellos fue "Hungriges Herz", tema con el que MIA. intentó acudir al Festival de la Canción de Eurovisión en el año 2004. Sin embargo, el grupo no acudió al festival ya que venció Maximilian Mutzke. Otro hecho curioso es la participación del grupo en el Festival de Documentales de Leipzig con un documental llamado MIA. – Keine Zeit zu verlieren, que hablaba de la historia y desarrollo del grupo y que contó con su consentimiento.
Su tercer disco llamado "Zirkus", distribuido por Columbia Records, se publicó en 2006 y ha logrado ser hasta la fecha el más vendido del grupo aupándose en la segunda posición en ventas de álbumes, algo que supuso una sorpresa para la formación. Su sencillo "Tanz der Moleküle" ha sido el más vendido del grupo hasta la fecha. El grupo participaría en 2007 en otros festivales como el festival Bundesvision Song Contest con la canción "Zirkus" (quedando terceros) y en el Live Earth. También es una formación habitual en los festivales musicales de verano alemanes.
MIA. presentó, durante un concierto celebrado en Bonn en abril de 2008, su nuevo sencillo titulado Mein freund, como adelanto al lanzamiento, en agosto de 2008, de su álbum Wilkommen im Club. El grupo se tomó un año sabático en 2009 y no lanzó un trabajo nuevo hasta 2012, con Tacheles.

## Discografía
| Año  | Título             | Posición en las listas | Posición en las listas | Posición en las listas |
| Año  | Título             | Alemania               | Austria                | Suiza                  |
| ---- | ------------------ | ---------------------- | ---------------------- | ---------------------- |
| 2002 | Hieb & StichFEST   | 43                     | -                      | –                      |
| 2004 | Stilles Post       | 13                     | 19                     | –                      |
| 2007 | Zirkus             | 2                      | 8                      | 68                     |
| 2008 | Willkommen im Club | 4                      | 6                      | 31                     |
| 2012 | Tacheles           | 3                      | 14                     | 44                     |

## Polémica
La formación recibió bastantes críticas en 2003 por el lanzamiento de un EP llamado "Was es ist" (Lo que es), una canción dedicada a Alemania y a su gente, que fue criticada por la clase política y grupos de izquierda alemanes que la consideraron una "exaltación" y defensa del nacionalsocialismo. MIA. declaró que su intención real era crear un debate sobre Alemania como país y consideraron que la canción fue malinterpretada, rechazaron por completo las ideologías que se les achacaron y asimismo declararon que ellos mismos se consideraban de izquierdas. Posteriormente el grupo se implicaría en varios conciertos y actos contra el racismo y la xenofobia.

## Curiosidades
- A pesar de que Me in affairs era el anterior nombre del grupo, la abreviación MIA. no tiene un significado fijado para los componentes del grupo, ya que también pueden significar cosas como "Musik ist Alles" (La música lo es todo).